# Otto Blanck
Otto Blanck (* 4. März 1912 in Rüstringen, jetzt Wilhelmshaven; † 12. Mai 1982 in Oldenburg) war ein deutscher Maler.

## Leben
Otto Blancks Vater, Wilhelm Blanck, war Schiffszimmermann aus Robe/Mecklenburg-Vorpommern. Er war nach Wilhelmshaven gekommen, um auf der kaiserlichen Werft zu arbeiten.
Otto Blanck absolvierte von 1926 bis 1930 eine Malerlehre. Ab 1937 war er als Theatermaler am Theater Wilhelmshaven tätig. Dann ging er mit Heinz Janszen und anderen Malerfreunden auf eine Reise durch Mecklenburg-Vorpommern, Rügen und bis zum Geburtsort seines Vaters nach Robe. Ab Oktober 1937 war er Grabungszeichner bei der Landesstelle für Marschen- und Wurtenforschung in Wilhelmshaven.
Am 10. Juni 1940 wurde Otto Blanck zur Wehrmacht eingezogen und am Standort Oldenburg Kreyenbrück stationiert. Bis 1941 erhielt er (für ca. 1 Jahr) Arbeitsurlaub von der Wehrmacht und arbeitete in der Zeit wieder an der Wurtenforschungsstelle.
Später folgte sein Einsatz in der 6. Division in Russland. Er malte Wandbilder am Schwarzen Meer und in Russland. Kurz vor dem Zusammenbruch der 6. Division wurde er wegen Fleckfieber/Typhus nach Hamburg ins Lazarett ausgeflogen. Weihnachten 1942 verbrachte er im Genesungsurlaub in Wilhelmshaven. Anfang 1943 gelangte er über Italien per Schiff unter alliiertem Bombardement nach Tunesien. Im Mai 1943 geriet er in französische Kriegsgefangenschaft. Von den Franzosen schnell als Künstler entdeckt und gefördert, mit Farben und Papier versorgt konnte Otto Blanck ohne Begleitung oder Bewachung das Lager verlassen und malen. Viele seiner Werke gingen als Gegenleistung an französische Offiziere. Im September 1947 gelangte er von Tunesien nach Frankreich. Er arbeitete bei einem Plantagenbesitzer in Le Pouzin in der Ardèche.
Im Juni 1948 wurde er aus der französischen Kriegsgefangenschaft entlassen und kehrte nach Wilhelmshaven zurück. Dann besuchte er die Meisterschule in Oldenburg und schloss sie am 23. Dezember 1952 mit der Meisterprüfung mit Auszeichnung ab. 1955 wurde er Mitglied des Bundes Bildender Künstler (BBK) in Oldenburg und beteiligte sich an vielen Ausstellungen.
1974 ging Otto Blanck in Rente und übergab den Betrieb an seinen Sohn Klaus. Es folgten Reisen mit seiner Ehefrau nach Tunesien (1977), Jugoslawien (1978), Mallorca (1979), Rumänien (1980), Bulgarien mit einer Schwarzmeerkreuzfahrt, die ihn auch auf die Krim führte (1981) und noch kurz vor seinem Tod nach Griechenland (Frühjahr 1982).

## Ausstellungen
- Dezember 1948: Weihnachtsausstellung Wilhelmshavener Künstler in der Kunsthalle, Afrikanische und französische Aquarelle (mit Heinz Janszen, Pagels, H. Hertrampf).
- Dezember 1953: Weihnachtsausstellung der freien Gruppe, im Landesmuseum Oldenburg, durch den Oldenburger Kunstverein (mit E. Brose, E. Ritter u. a.).
- Dezember 1954: Weihnachtsausstellung im Stadtmuseum Oldenburg (mit Emil Brose, Hein Bredendiek, Otto Nagel).
- März 1955: Stadtmuseum Oldenburg, Bilder aus dem Süden, Einzelausstellung.
- Oktober 1955: Ausstellung Oldenburger Künstler im Goslarer Museum (mit Alfred Bruns, E. Brose, H. Bredendiek, H. Bikker-Riepe u. a.).
- Dezember 1955: Weihnachtsausstellung der freien Gruppe im Landesmuseum Oldenburg (mit E. Brose, H. Bredendiek, W. Tegethof u. a.).
- Januar 1956: bbk-Ausstellung im Staatstheater Oldenburg (mit E. Brose, A. Bruns, H. Bicker-Riepe, H. Johannsen u. a.).
- Mai 1956: Juryfreie Ausstellung des bbk Nordwestdeutschland in Hannover.
- Dezember 1956: Weihnachtsausstellung der freien Gruppe im Oldenburger Stadtmuseum.
- Oktober 1957: Herbstausstellung 1957, bbk, Oldenburger Schloss (mit A. Bruns, Heinz Janszen, H. Hertrampf u. a.).
- Mai/Juni 1958: Kunst aus Groningen-Kunst aus Oldenburg, Oldenburger Stadtmuseum, Museum Groningen (mit E. Brose, A. Bruns, V. Caspar-Schröder u. a.).
- Dezember 1958: Winterausstellung der freien Gruppe im bbk im Stadtmuseum (mit E. Brose, Emma Ritter, Heinz Liers u. a.).
- Dezember 1962: Weihnachtsausstellung der freien Gruppe im bbk im alten Schloss (mit E. Brose (verst.), A. Bruns u. a.).
- Mai 1966: Ausstellung der freien Gruppe; im bbk im Oldenburger Kunstverein (mit A. Bruns, E.Ritter, Marga von Garrel u. a.).
- Oktober 1968: Kunst in der Haarenstraße, bbk (in 21 Schaufenstern), (mit M. von Garrel, H. Bredendiek, W. Tegethof, V. Caspar-Schröder, Heinz Liers u. a.).
- Dezember 1969: Weihnachtsausstellung der freien Gruppe; im bbk im Kleinen Augusteum (mit Willy Hinck, W.Gerstenberger (verst.), E. von Glasow (verst.) u. a.).
- Dezember 1971: bbk Künstler / Ausstellung im Vareler Heimatmuseum (50. Jubiläum) (mit V. Caspar-Schröder, H. Giebel, Thea Koch-Giebel u. a.).
- Dezember 1972: bbk Ausstellung im Rathausturm Nordenham, Kunstverein Nordenham (mit W. Hinck, A. Bruns, M. Von Garrel u. a.).
- Dezember 1973: Weihnachtsausstellung der freien Gruppe des bbk im Oldenburger Kunstverein (mit E. Brose, M. von Garrel u. a.).
- Oktober 1975: 1. bbk Ausstellung in der Kunsthalle Wilhelmshaven (mit H. Bredendiek, W. Tegethof, A. Bruns (1974 verst.) u. a.).
- Dezember 1975: 30. Jubiläum des bbk Oldenburg, Ausstellung im Stadtmuseum (mit R. Pfenning, W. Hinck, H. Bredendiek, G. Linke u. a.).
- Juni 1976: Ausstellung der Gruppe Oldenburg des bbk im Rathaus Emden, (gleichzeitig stellt die Landesgruppe Ostfriesland in Oldenburg aus) (mit K. Ceh, Jan Temme, K.L. Böke, S. Kunstreich, H. Pahling, B. Grotzeck u. a.).
- Juli 1976: Schalterhalle der NWZ Oldenburg, Einzelausstellung.
- Oktober 1976: Ausstellung in der Niedersächsischen Landesvertretung in Bonn (mit K.L. Böke, H. Bredendiek, M. Von Garrel, K. Zeh, S.Kunstreich u. a.).
- Februar 1977: Kunst im Schaufenster, Haarenstraße, bbk (mit W. Hink, K. Zeh, M. von Garrel,V. Caspar-Schröder, W. Tegethof u. a.).
- November 1977: Galerie Klostermühle Hude (mit W. Tegethof, W. Moll u. a.).
- August 1978: Kunstausstellung zum Stadtfest bei Hertie/Oldenburg, bbk (mit K. Zeh, M. von Garrel, V. Caspar-Schröder u. a.).
- Januar 1979: Sezession der 1. Großen Oldenburger Kunstausstellung im Oldenburger Stadtmuseum.
- August 1980: 2. Ausstellung im Oldenburger Künstlerhaus des bbk (mit H. Vogeler und Kurt Zeh).
- März 1982: Ausstellung im Schwedenspeicher in Stade, bbk.
- Mai 1982: Ausstellung zum 35. Jubiläum des bbk-Oldenburg, posthum (mit H. Bredendiek, V. Caspar-Schröder, M. von Garrel, H. Hertrampf u. a.).
- Juni 1998: 6. Kunstmeile Leer.
- April–Mai 2008: Norddeutsche Landschaften, Einzelausstellung, Künstlerhaus Jan-Oeltjen, Jaderberg.
- Juni 2009: Otto Blanck, ein Wilhelmshavener Landschaftsmaler und Ausgrabungszeichner, Einzelausstellung im Küstenmuseum Wilhelmshaven.
- Februar 2012: Otto Blanck zum 100. Geburtstag, Ausstellung im Elisabeth-Anna-Palais Oldenburg.
- 2016: Verborgene Schätze Ausstellung 2016, GEZEITEN, Kunst- und Kulturwochen Butjadingen
- Juli 2023: Stadtansichten – in Malerei und Grafik, (GA), 200 Jahre Stadtrechte Leer, Ausstellung im Kulturspeicher Leer.